# جين هي-كيونغ
جين هي-كيونغ (هانغل: 진희경) هي عارضة وموسيقية وممثلة كورية جنوبية، ولدت في 7 سبتمبر 1968 في إكسان في كوريا الجنوبية.

## أعمال

### مسلسلات
- من القلب إلى القلب
- قصة حب حزينة
- اكثر من مجرد خادمة
- الطبيب السجين[5]
- قائمة تسوق القاتل[6]

## وصلات خارجية
- جين هي-كيونغ على موقع IMDb (الإنجليزية)
- جين هي-كيونغ على موقع ألو سيني (الفرنسية)
- جين هي-كيونغ على موقع أول موفي (الإنجليزية)
- جين هي-كيونغ على موقع قاعدة بيانات الفيلم (الإنجليزية)
- جين هي-كيونغ على موقع كينوبويسك (الروسية)